# Actinopus paranensis
Espèce
Actinopus paranensis est une espèce d'araignées mygalomorphes de la famille des Actinopodidae.

## Distribution
Cette espèce est endémique du Paraná au Brésil,.

## Description
Le mâle décrit par Miglio, Pérez-Miles et Bonaldo en 2020 mesure 12,75 mm

## Étymologie
Son nom d'espèce, composé de paran[a] et du suffixe latin -ensis, « qui vit dans, qui habite », lui a été donné en référence au lieu de sa découverte, le Paraná.

## Publication originale
- Mello-Leitão, 1920 : « Tetrapneumones trionychias novas do Brasil. » Revista Sciencias, vol. 4, p. 58-60.